# Waterphone
Un waterphone (o ocean harp or AquaSonic waterphone) és un tipus d'instrument musical acústic i atonal que consisteix en un recipient ressonador d'acer inoxidable o paella amb un coll de bronze cilíndric que al seu voltant té varetes de diferents longituds i diàmetres. A més, el ressonador conté una petita quantitat d'aigua, d'aquí el nom en anglès de waterphone, que li dona un so eteri vibrant que ha aparegut en general en bandes sonores de pel·lícules de terror, així com també en discos de música i actuacions en directe.

## Història

### Creació
Aquest instrument va ser creat i desenvolupat pel músic i compositor britànic Richard Waters, que després de graduar-se de l'escola Califòrnia College of the Arts el 1965, va conèixer un inusual instrument anomenat tambor d'aigua tibetà, que era un tambor rodó amb aigua al seu interior, lleugerament aplanat, de bronze i amb una obertura a la part superior central. Aquest havia estat dissenyat de tal manera que es balancegés lleument cada vegada que la seva superfície fos copejada amb les mans movent així la petita quantitat d'aigua interna que creava pre-ecos i doblava el to.
Anys després, el 1968, durant una aturada a Haight Ashbury va sentir sonar una sansa, un petit piano africà tocat amb els polzes. Així, va començar a realitzar el que anomenava "American Thumb Piano" : llaunes amb varetes de bronze soldades per la vora que sonaven en fer-les girar després del frec entre les diferents varetes. Ell els va descriure com a instruments d'un sol ús i primitius, ja que al final les llaunes i les varetes sempre s'acabaven trencant.
Després de diversos intents va acabar acoblant els ressonadors de tapadores i bols d'amanida esmaltats canviant la tècnica amb què es tocava aquest nou instrument, ara colpejat amb malls.
Va ser en aquella època en què esmenta haver-ho ensenyat al seu amic Lee Charlton, baterista de jazz. Al seu estudi, van posar una petita quantitat d'aigua al ressonador envoltat de varetes. Aquest va ser el primer waterphone a partir del qual Richard Waters començà tot el procés per patentar la seva invenció.

### Popularització
A l'any següent, el 1969, van formar una banda anomenada Gravity Adjusters Expansion Band on van començar a tocar amb les seves invencions i altres rareses de Charlton, incloent també instruments convencionals però tocats de maneres poc comunes. Waters comenta haver estat oberts a nous músics i haver tingut diverses vegades estranys instruments de diferents llocs del món. D'aquesta manera alguns músics van tenir accés a conèixer el waterphone i, a conseqüència, van estar interessats a comprar-lo. Shelly Manne i Emil Richards, des de Los Angeles, van ser els primers a comprar-lo donant-lo a conèixer als seus amics músics de la zona. Més tard Waters va ser convidat a casa seva a les quals comenta haver assistit en una camioneta carregada d'instruments com el waterphone i altres, que després van ser venuts.
És així com va començar a exercir la venda de la dita, inicialment en galeries d'art, museus i botigues de música. Malgrat això i tot i tenir una llicència registrada del producte, va començar a tenir problemes amb altres músics i inventors que realitzaven còpies dels seus dissenys principalment a Los Angeles i Nova York. Va decidir millorar el seu producte encara més per distanciar-se els seus imitadors, això ho va fer fabricant tots els ressonadors amb acer inoxidable i posant bronze a la majoria d'accessoris de manera que, si n'hi havia còpies, almenys no sonarien igual de bé o no tindrien la mateixa qualitat. Alhora, va informar totes les botigues de música que estarien sotmeses a problemes legislatius si exercien la venda d'imitacions del waterphone.
Així i tot el disseny de l'instrument va anar variant al llarg dels anys. Waters va crear un petit waterphone que finalment va deixar de fer perquè sonava molt poc, va canviar els tipus de bols inferiors del disseny estàndard i el de fons pla i ampli rang va ser reemplaçat per un "ultralight" que actualment no es fa.

### Nous dissenys
Als 80's va crear els waterphone baixos, amb una safata inferior d'acer inoxidable molt prima que ja no estan disponibles. Aquests baixos tenien una certa distorsió.
Avui dia els models de waterphone baixos (Whaler, Bass i MegaBass) estan fets de plaques rodones (semblants a paelles o safates) de diferents diàmetres. Aquestes plaques són d'acer inoxidable més gruixut, per la qual cosa ofereixen més volum i més simpatia, cosa que resulta en un so de més qualitat amb molt poca distorsió. Aquests són waterphones d'àmplia gamma sonora, tant alta com baixa, sent el megabass el més baix i el més ampli de tots els models.
A més, aquests tres models de baixos esmentats anteriorment també reforcen les unions entre algunes de les barres tonals (power pods) i les plaques. Aquest so és difícil de descriure: una inflor grossa dels tons, ja siguin fonamentals o harmònics. Aquests tons potents i d'altres es poden manipular ajustant el coll del ressonador mentre es toca el waterphone. Els tons es poden doblegar fins i tot sense aigua utilitzant aquesta tècnica i la flexió de to bidireccional es pot aconseguir utilitzant l'aigua i el coll del ressonador al mateix temps.
D'altra banda, els RSG (generadors de so giratori) són waterphones molt grans que poden estar en un suport giratori o suspesos. Els ressonadors són de la mateixa mida que el megabass però tenen barres molt més llargues i una segona fila de barres que surten de la safata inferior. Aquests són força feixucs, per la qual cosa és més recomanable recolzar-los i deixar-los girar sobre el suport.
Quant al so del waterphone, com més gran la mida d'aquest és, millor, suposant que voleu un nivell baix i alt amb molta informació en termes sonors. Les plaques de més diàmetre donen molt més en termes de resposta àmplia, sosteniment i simpaties, mentre que l'estàndard, tan dolç com és, no pot reforçar els tons baixos i, en conseqüència, té un rang limitat. Tots dos poden produir un rang harmònic extremadament alt, però els waterphones de més diàmetre tindran més rang així com els intervals i escales tindran més variació.

## Ús

### Com s'utilitza
Hi ha diverses mides i variants de disseny de l'instrument. En general, es toca en una posició asseguda per un solista i s'inclina amb moviments que afecten l'aigua de l'interior. Això crea les característiques de ressonància de la tassa i varetes en combinació amb el moviment de l'aigua. El so del waterphone s'utilitza sovint per evocar misteri i suspens. Un mall superball s'ha convertit en la principal forma de tocar el waterphone en un mode de fricció.

### Obres on apareix
Tal com ja s'ha dit, el waterphone ha estat exposat en museus i galeries d'art a més de formar part en diversos documentals, curtmetratges, cinema i televisió.
En les últimes dècades l'ús del waterphone s'ha fet popular en simfòniques, bandes i les seves gires, i en estudis d'enregistrament. Alguns dels compositors contemporanis que han escrit peces que inclouen el waterphone són Sofia Gubaidúlina, Jörg Widmann, Jerry Goldsmith, John Mackey, Tan Dun, Christopher Rouse, Colin Matthews, Carson Cooman, Andi Spicer, Andrew Carter i Todd Barton Arxivat 2022-05-19 a Wayback Machine.. També s'ha utilitzat per alguns músics de rock com Richard Barone o la banda Aerosmith.
El músic i compositor canadenc, Robert Minden, ha estat component amb la seva col·lecció de cinc waterphones molts enregistraments des de mitjans de la dècada del 1980. El seu grup "The Minden Duo", format el 1986 per les seves filles Andrea i Dewi Minden, a més de les seves col·legues Carla Hallett i Nancy Walker, compta amb el waterphone com a instrument central.
D'altra banda, l'instrument s'utilitza amb gran efecte a The Dreaming, un musical encarregat per The National Youth Music Theatre de Gran Bretanya, sobre la base de l'obra de Shakespeare, El Somni d'una nit d'estiu. Howard Goodall, el compositor, utilitza els seus sons eteris per evocar el misteri dels boscos.
Algunes de les bandes sonores que s'han servit del waterphone són Let the Right One In (2008), Poltergeist, The Matrix i Star Trek: The Motion Picture, i Crouching Tiger, Hidden Dragon: Sword of Destiny, ALIENS, The Spirit, així com la producció de televisió 24.
Finalment, ja que el waterphone es pot tocar a l'aigua, en diverses ocasions s'ha utilitzat amb èxit per trucar a les balenes i altres cetacis, especialment per Jim Nollman d'“Interspecies Comunicació”.
Existeix un concurs anual de música waterphone patrocinat per Richard Waters.